# 米氏嗜眼吸虫
米氏嗜眼吸虫（学名：Philophthalmus mirzai）为嗜眼科嗜眼属的动物。分布于印度以及中国大陆的广东肇庆等地，营寄生生活，终末宿主鸢鸟、家鸭、家鹅以及寄生在眼瞬膜。